# Saison 1 de Longmire
Chronologie
Saison 2
Cet article présente le guide des épisodes de la première saison de la série télévisée Longmire.

## Distribution

### Acteurs principaux
- Robert Taylor (V. F. : Michel Vigné) : Walt Longmire
- Bailey Chase (V. F. : Denis Laustriat) : Branch Connally
- Katee Sackhoff (V. F. : Ariane Deviègue) : Victoria « Vic » Moretti
- Cassidy Freeman (V. F. : Laurence Dourlens) : Cady Longmire
- Lou Diamond Phillips (V. F. : Marc Saez) : Henry Standing Bear

### Acteurs secondaires
- Adam Bartley (V. F. : Donald Reignoux) : Ferguson
- Louanne Stephens (V. F. : Cathy Cerdà) : Ruby
- Louis Herthum (V. F. : Guillaume Orsat) : Omar
- Zahn McClarnon (V. F. : Jean-Pascal Quilichini) : Officier Mathias
- A. Martinez (V. F. : Michel Bedetti) : Jacob Nighthorse
- Katherine LaNasa (V. F. : Françoise Cadol) : Lizzie Ambrose
- Vic Browder (V. F. : Jerome Wiggins) : le vétérinaire
- Steven Culp (V. F. : Georges Caudron) : Johnson Mace
- Yvonne DeLaRosa (en) (V. F. : Laëtitia Lefebvre) : Jill LittleFox
- John Pyper-Ferguson (V. F. : Eric Legrand) : Leland
- Peter Weller (V. F. : Luc Bernard) : Lucien Connall
- Tom Wopat (V. F. : Gabriel Le Doze) : Shérif Jim Wilkins

## Épisodes

### Épisode 1:Retour au travail
- États-Unis : 3 juin 2012 sur A&E[1]
- France : 30 novembre 2013 sur D8
- Québec : 26 mai 2014 sur Series+

- États-Unis : 4,15 millions de téléspectateurs[2]
- France : 891 000 téléspectateurs[3] (Première diffusion)

### Épisode 2:La route noire
- États-Unis : 10 juin 2012 sur A&E
- France : 30 novembre 2013 sur D8[4]
- Québec : 27 mai 2014 sur Series+

- États-Unis : 4,10 millions de téléspectateurs[5] (Première diffusion)
- France : 893 000 téléspectateurs[3] (Première diffusion)

### Épisode 3:C'est bien dommage
- États-Unis : 17 juin 2012 sur A&E
- France : 30 novembre 2013 sur D8
- Québec : 28 mai 2014 sur Series+

- États-Unis : 3,52 millions de téléspectateurs[6] (Première diffusion)
- France : 650 000 téléspectateurs[3] (Première diffusion)

### Épisode 4:Le Cancer
- États-Unis : 24 juin 2012 sur A&E
- France : 7 décembre 2013 sur D8
- Québec : 29 mai 2014 sur Series+

- États-Unis : 3,78 millions de téléspectateurs[7] (Première diffusion)
- France : 809 000 téléspectateurs[8](Première diffusion)

### Épisode 5:Le Guerrier chien
- États-Unis : 1er juillet 2012 sur A&E
- France : 7 décembre 2013 sur D8
- Québec : 30 mai 2014 sur Series+

- États-Unis : 3,27 millions de téléspectateurs[9] (Première diffusion)
- France : 650 000 téléspectateurs[8] (Première diffusion)

### Épisode 6:Chasseur de la pire espèce
- États-Unis : 8 juillet 2012 sur A&E
- France : 14 décembre 2013 sur D8
- Québec : 2 juin 2014 sur Series+

- États-Unis : 4,06 millions de téléspectateurs[10] (Première diffusion)

### Épisode 7:Huit secondes
- États-Unis : 15 juillet 2012 sur A&E
- France : 14 décembre 2013 sur D8
- Québec : 3 juin 2014 sur Series+

- États-Unis : 4,45 millions de téléspectateurs[11] (Première diffusion)

Stacy Haiduk (Julia Sublette)

### Épisode 8:Une chose incroyablement belle
- États-Unis : 22 juillet 2012 sur A&E
- France : 21 décembre 2013 sur D8
- Québec : 4 juin 2014 sur Series+

- États-Unis : 4,54 millions de téléspectateurs[12] (Première diffusion)

Sonja Kinski : Fiona Hines aka October

### Épisode 9:Chiens, chevaux et Indiens
- États-Unis : 5 août 2012 sur A&E
- France : 21 décembre 2013 sur D8
- Québec : 5 juin 2014 sur Series+

- États-Unis : 3,96 millions de téléspectateurs[13] (Première diffusion)

### Épisode 10:Victimes collatérales
- États-Unis : 12 août 2012 sur A&E
- France : 21 décembre 2013 sur D8
- Québec : 6 juin 2014 sur Series+

- États-Unis : 4,34 millions de téléspectateurs[14] (Première diffusion)